# Viglain
Viglain és un municipi francès, situat al departament del Loiret i a la regió de Centre – Vall del Loira. L'any 2007 tenia 879 habitants.

## Demografia

### Població
El 2007 la població de fet de Viglain era de 879 persones. Hi havia 368 famílies, de les quals 100 eren unipersonals (32 homes vivint sols i 68 dones vivint soles), 132 parelles sense fills, 116 parelles amb fills i 20 famílies monoparentals amb fills.
La població ha evolucionat segons el següent gràfic:
Habitants censats

### Habitatges
El 2007 hi havia 448 habitatges, 372 eren l'habitatge principal de la família, 51 eren segones residències i 25 estaven desocupats. 429 eren cases i 11 eren apartaments. Dels 372 habitatges principals, 269 estaven ocupats pels seus propietaris, 97 estaven llogats i ocupats pels llogaters i 6 estaven cedits a títol gratuït; 5 tenien una cambra, 29 en tenien dues, 90 en tenien tres, 116 en tenien quatre i 132 en tenien cinc o més. 232 habitatges disposaven pel capbaix d'una plaça de pàrquing. A 144 habitatges hi havia un automòbil i a 189 n'hi havia dos o més.

### Piràmide de població
La piràmide de població per edats i sexe el 2009 era:
| Homes | Edats   | Dones |
| ----- | ------- | ----- |
| 0     | 95 o +  | 0     |
| 0     | 90 a 94 | 0     |
| 0     | 85 a 89 | 8     |
| 0     | 80 a 84 | 4     |
| 16    | 75 a 79 | 24    |
| 24    | 70 a 74 | 16    |
| 12    | 65 a 69 | 20    |
| 48    | 60 a 64 | 28    |
| 36    | 55 a 59 | 24    |
| 28    | 50 a 54 | 40    |
| 32    | 45 a 49 | 20    |
| 12    | 40 a 44 | 36    |
| 28    | 35 a 39 | 40    |
| 24    | 30 a 34 | 20    |
| 24    | 25 a 29 | 28    |
| 28    | 20 a 24 | 16    |
| 40    | 15 a 19 | 8     |
| 32    | 10 a 14 | 16    |
| 44    | 5 a 9   | 24    |
| 8     | 0 a 4   | 28    |

## Economia
El 2007 la població en edat de treballar era de 569 persones, 413 eren actives i 156 eren inactives. De les 413 persones actives 385 estaven ocupades (211 homes i 174 dones) i 28 estaven aturades (12 homes i 16 dones). De les 156 persones inactives 67 estaven jubilades, 40 estaven estudiant i 49 estaven classificades com a «altres inactius».

### Ingressos
El 2009 a Viglain hi havia 378 unitats fiscals que integraven 911,5 persones, la mediana anual d'ingressos fiscals per persona era de 18.621 €.

### Activitats econòmiques
Dels 33 establiments que hi havia el 2007, 1 era d'una empresa extractiva, 1 d'una empresa alimentària, 1 d'una empresa de fabricació de material elèctric, 2 d'empreses de fabricació d'altres productes industrials, 4 d'empreses de construcció, 6 d'empreses de comerç i reparació d'automòbils, 2 d'empreses de transport, 2 d'empreses d'hostatgeria i restauració, 1 d'una empresa financera, 2 d'empreses immobiliàries, 1 d'una empresa de serveis, 6 d'entitats de l'administració pública i 4 d'empreses classificades com a «altres activitats de serveis».
Dels 8 establiments de servei als particulars que hi havia el 2009, 1 era una autoescola, 1 fusteria, 1 lampisteria, 1 electricista, 1 perruqueria, 2 restaurants i 1 agència immobiliària.
Dels 4 establiments comercials que hi havia el 2009, 1 era una botiga de més de 120 m², 1 una botiga de menys de 120 m², 1 una fleca i 1 una botiga de mobles.
L'any 2000 a Viglain hi havia 18 explotacions agrícoles que ocupaven un total de 637 hectàrees.

## Equipaments sanitaris i escolars
El 2009 hi havia una escola elemental.

## Poblacions més properes
El següent diagrama mostra les poblacions més properes.